# 장예준
장예준(張禮準, 1924년 7월 17일~2004년 8월 14일)은 대한민국의 경제관료, 행정관료, 외교관 등을 지낸 공무원이자, 정치인, 기업가, 금융인, 저술가이다. 본관은 결성(結城)이며 아호(雅號)는 경암(景巖, 景岩)이다.

## 생애
황해북도 봉산군(鳳山郡)에서 출생하였다. 경성제1고등보통학교, 경성법학전문학교, 서울대학교 상과대학 경제학과, 미국 밴더빌트 대학교 대학원 경제학과를 졸업했다. 경제기획원 차관, 제25대 상공부 장관, 제11대 건설부 장관, 초대 동력자원부 장관, 주 사우디아라비아 대사, 국민은행 이사장, 삼신올스테이트생명보험 명예회장, 대한건설진흥회 회장 등을 지냈다. 2004년 8월 14일 노환으로 별세했다.
1960년부터 1980년대까지 한국의 경제발전에 이바지한 공로로 녹조‧황조‧청조 근정훈장을 받았고, 벨기에 대십자훈장, 사우디아라비아 1등훈장, 가봉공화국 레오파트대훈장 등을 수상하였다.

## 학력
- 경성제1고등보통학교 졸업
- 경성법학전문학교 졸업
- 서울대학교 경제학 학사
- 미국 밴더빌트 대학교 대학원 경제학 석사